# Where You Stand (singolo)
Where You Stand è un singolo del gruppo musicale scozzese Travis, pubblicato il 30 aprile del 2013. È stato estratto dall'omonimo album Where You Stand, pubblicato nell'agosto dello stesso anno.

## Tracce
1. Where You Stand – 3:39 (Francis Healy, Douglas Payne, Holly Partridge)

## Formazione
- Fran Healy – voce, chitarra
- Dougie Payne – basso
- Andy Dunlop – chitarra
- Neil Primrose – batteria